# Форт-Томас (Кентуккі)
Форт-Томас (англ. Fort Thomas) — місто (англ. city) в США, в окрузі Кемпбелл штату Кентуккі. Населення — 17 438 осіб (2020).

## Географія
Форт-Томас розташований за координатами 39°4′55″ пн. ш. 84°27′11″ зх. д. / 39.08194° пн. ш. 84.45306° зх. д. (39.081974, -84.453172).  За даними Бюро перепису населення США в 2010 році місто мало площу 14,71 км², з яких 14,66 км² — суходіл та 0,05 км² — водойми. В 2017 році площа становила 16,66 км², з яких 14,69 км² — суходіл та 1,97 км² — водойми.

## Демографія
Згідно з переписом 2010 року, у місті мешкало 16 325 осіб у 6787 домогосподарствах у складі 4219 родин. Густота населення становила 1110 осіб/км².  Було 7290 помешкань (496/км²).
Расовий склад населення:
| - 96,1 % — білих - 1,3 % — чорних або афроамериканців - 0,9 % — азіатів - 0,1 % — корінних американців |

До двох чи більше рас належало 1,2 %. Частка іспаномовних становила 1,4 % від усіх жителів.
За віковим діапазоном населення розподілялося таким чином: 24,2 % — особи молодші 18 років, 60,2 % — особи у віці 18—64 років, 15,6 % — особи у віці 65 років та старші. Медіана віку мешканця становила 39,8 року. На 100 осіб жіночої статі у місті припадало 91,6 чоловіків;  на 100 жінок у віці від 18 років та старших — 88,2 чоловіків також старших 18 років.
Середній дохід на одне домашнє господарство  становив 88 218 доларів США (медіана — 64 146), а середній дохід на одну сім'ю — 107 345 доларів (медіана — 89 355). Медіана доходів становила 55 325 доларів для чоловіків та 46 123 долари для жінок. За межею бідності перебувало 7,9 % осіб, у тому числі 7,5 % дітей у віці до 18 років та 5,7 % осіб у віці 65 років та старших.
Цивільне працевлаштоване населення становило 8516 осіб. Основні галузі зайнятості: освіта, охорона здоров'я та соціальна допомога — 26,0 %, науковці, спеціалісти, менеджери — 14,1 %, виробництво — 10,5 %, роздрібна торгівля — 10,3 %.

## Персоналії
- Люсьєн Габбард (1888-1971) — американський кінопродюсер, режисер та сценарист.